# گورستان سرماج ۲
قبرستان ۲ سرماج مربوط به سده‌های متاخر دوران‌های تاریخی پس از اسلام است و در شهرستان هرسین، بخش بیستون، دهستان شیرز، غرب روستای سرماج حسین خانی واقع شده و این اثر در تاریخ ۲۶ اسفند ۱۳۸۷ با شمارهٔ ثبت ۲۵۴۴۷ به‌عنوان یکی از آثار ملی ایران به ثبت رسیده است.